# Eugnamptobius subcarinulatus
Eugnamptobius subcarinulatus là một loài bọ cánh cứng trong họ Rhynchitidae. Loài này được Voss miêu tả khoa học năm 1939.